# Siv Thulin
Siv Matilda Dorotea Thulin, född 3 december 1922 i Stockholm, död 5 april 1966 i Kungsholms församling i Stockholm, var en svensk skådespelare. 
Thulin filmdebuterade i Anders Henriksons Fallet Ingegerd Bremssen 1942. Hon medverkade i drygt 15 film- och TV-produktioner. Thulin är begravd på Norra begravningsplatsen utanför Stockholm.

## Filmografi
- 1942 – Fallet Ingegerd Bremssen
- 1943 – Natt i hamn
- 1944 – Vi behöver varann
- 1944 – Kärlekslivets offer
- 1945 – Fram för lilla Märta
- 1946 – 91:an Karlsson. "Hela Sveriges lilla beväringsman"
- 1946 – Kris
- 1948 – Hamnstad
- 1948 – Eva
- 1949 – Smeder på luffen
- 1949 – Flickan från tredje raden
- 1950 – Regementets ros
- 1951 – Greve Svensson
- 1951 – Dårskapens hus
- 1951 – Så ska vi cykla
- 1954 – Ung man söker sällskap
- 1954 – Herr Arnes penningar
- 1958 – Oh, mein Papa

## Teater

### Roller
| År   | Roll               | Produktion                                                      | Regi                                             | Teater                   |
| ---- | ------------------ | --------------------------------------------------------------- | ------------------------------------------------ | ------------------------ |
| 1942 | Rosina             | 24 röda rosor (Due dozzine di rose scarlatte) Aldo de Benedetti | Per-Axel Branner                                 | Nya Teatern              |
| 1944 | Yvonne Gaby        | Hotellrummet Pierre Rocher                                      | Ingmar Bergman                                   | Boulevardteatern         |
| 1944 |                    | Spelhuset Hjalmar Bergman                                       | Ingmar Bergman                                   | Dramatikerstudion        |
| 1944 | Rödluvan           | Rödluvan och vargen Robert Bürkner                              | Ingmar Bergman                                   | Boulevardteatern         |
| 1944 |                    | Vår väg mot framtiden Rudolf Värnlund                           | Ingrid Luterkort                                 | Dramatikerstudion        |
| 1944 | Magdalena Eleonora | Aschebergskan på Widtskövle Brita von Horn och Elsa Collin      | Ingmar Bergman                                   | Helsingborgs stadsteater |
| 1944 |                    | Fan ger ett anbud Carl Erik Soya                                | Ingmar Bergman                                   | Helsingborgs stadsteater |
| 1945 | Hon                | Kriss-Krass-Filibom, revy Rune Moberg och Sture Ericson         | Ingmar Bergman                                   | Helsingborgs stadsteater |
| 1945 |                    | Sagan Hjalmar Bergman                                           | Ingmar Bergman                                   | Helsingborgs stadsteater |
| 1945 | Eileen Murray      | Älskling jag ger mig Mark Reed                                  | Sture Ericson                                    | Helsingborgs stadsteater |
| 1945 | Marianne           | Reducera moralen Sune Bergström                                 | Ingmar Bergman                                   | Helsingborgs stadsteater |
| 1945 | Clementine         | Jacobowsky och översten Franz Werfel                            | Ingmar Bergman                                   | Helsingborgs stadsteater |
| 1945 | Claudia Naughton   | Claudia Rose Franken                                            | Sture Ericson                                    | Helsingborgs stadsteater |
| 1946 | Fru Lennerström    | Rekviem Björn-Erik Höijer                                       | Ingmar Bergman                                   | Helsingborgs stadsteater |
| 1946 | Marina Verani      | 24 röda rosor Aldo De Benedetti                                 | Sture Ericson                                    | Helsingborgs stadsteater |
| 1946 | Harriet            | Av hjärtans lust Karl Ragnar Gierow                             | Lars-Levi Læstadius                              | Helsingborgs stadsteater |
| 1946 | Joy                | Eklöv och lavendel Seán O'Casey                                 | Lars-Levi Læstadius                              | Helsingborgs stadsteater |
| 1946 | Mästerkatten       | Mästerkatten i stövlar Hans Werner                              | Björn Berglund                                   | Helsingborgs stadsteater |
| 1947 | Annie              | Peppar och salt Siegfried Geyer och Paul Frank                  | Lars-Levi Læstadius                              | Helsingborgs stadsteater |
| 1947 |                    | Älskling, jag ger mig Mark Reed                                 | Sture Ericson                                    | Boulevardteatern         |
| 1947 | Larsen             | Kranes konditori Cora Sandel                                    | Lars-Levi Læstadius                              | Helsingborgs stadsteater |
| 1947 | Maja               | Melodi på lergök Lars-Levi Læstadius                            | Lars-Levi Læstadius                              | Helsingborgs stadsteater |
| 1947 | Belle              | Ljuva ungdomstid Eugene O’Neill                                 | Sture Ericson                                    | Helsingborgs stadsteater |
| 1947 | Minnie             | Höst Bengt Blomgren                                             | Lars-Levi Læstadius                              | Helsingborgs stadsteater |
| 1947 | Medverkande        | Fängslande men flyktigt, revy                                   | Gunnar Ekström Sture Ericson Lars-Levi Læstadius | Helsingborgs stadsteater |
| 1948 | Ilse               | Efteråt Carl Erik Soya                                          | Lars-Levi Læstadius                              | Helsingborgs stadsteater |
| 1949 |                    | Som ni behagar William Shakespeare                              | Rune Carlsten                                    | Skansens friluftsteater  |